# Конарский, Феликс
Конарский, Феликс (пол. Feliks Konarski; 9 января 1907, Киев — 12 сентября 1991, Чикаго; псевдоним Ref-Ren) — польский поэт, писатель
, актёр и певец; известен как автор слов песни «Красные маки на Монте-Кассино»

## Биография
Учился в гимназии в Киеве; в 1921 г. пешком дошел до Варшавы, где сдал экзамены на аттестат зрелости и поступил в университет. Однако вскоре забросил учёбу, посвятив себя сцене. В 1920-х годах играл в чемпионате Польши по футболу в составе клуба «Полония» Варшава. В 1934 г. переселился в Львов, где создал театр-ревю. Написал тексты ряда популярных песенок.
После начала Второй мировой войны и оккупации восточных областей Польши Красной Армией работал в советском джазовом оркестре Генриха Варса, составленном из поляков; написал на русском языке слова популярного в 40-е годы танго «Забвение» и фокстрота «Ничего не знаю» (под псевдонимом Ф.Рефрен). Нападение Гитлера на СССР застало его, вместе с оркестром, в Москве. С 1941 — в Армии Андерса, где создал Театр Солдата Польского. 17-18 мая 1944 г. написал текст песни «Красные маки под Монте-Кассино», ставшей чрезвычайно популярной в Польше. Первое исполнение песни состоялось сразу же после битвы под Монте-Кассино на вершине холма у монастыря, где только что закончились бои (первая исполнительница — Рената Богда́ньская (будущая жена генерала Андерса).
По окончании войны жил в Лондоне, где создал театр «Реф-Рен», с 1965 г. в Чикаго, где был организатором польской артистической жизни и вел на радио передачу «Красные маки». После падения коммунистического режима в Польше выразил намерение посетить родину, но умер за день до намечавшегося вылета.

## Избранные произведения
- Популярное в 40-е годы танго «Забвение»
- Фокстрот «Ничего не знаю» (под псевдонимом Ф.Рефрен)
- Текст песни «Красные маки под Монте-Кассино»